# Sergey Dorenko
Sergey Leonidovich Dorenko (en ruso: Сергей Леонидович Доренко ; 18 de octubre de 1959 – 9 de mayo de 2019) fue un periodista de Televisión y Radio, conocido por ser anfitrión de un programa de noticias semanal en 1999–2000.

## Biografía
En 1982, Dorenko se graduó de la universidad de Amistad de las personas de Rusia en Moscú, y servido como traductor portugués-ruso en Angola. En junio de 1984, fue reclutado al ejército, pero fue liberado en enero de 1985 debido a problemas de salud.
En abril de 1985, Dorenko se volvió un empleado de Gosteleradio (Televisión Estatal y Radiofónico Retransmitiendo Compañía, la televisión única y radioemisora  en la Unión soviética).
Entre 1996 y 1999, fue anfitrión de Vremya, un programa de comentario noticioso en ORT. En septiembre de 1999, Dorenko presentó el Espectáculo semanal de Sergey Dorenko los sábados a las 9 p. m., y en noviembre de 1999 se volvió un General de Subdirector de ORT. El fue crítico del Alcalde de Moscú, Yuriy Luzhkov, Yevgeny Primakov y su partido Patria-Toda Rusia, quién era adversario importante de Vladímir Putin y el partido pro-Unidad de Putin durante la campaña electoral de Duma estatal de 1999.
En agosto de 2000, El programa de Dorenko criticó el manejo del gobierno sobre el submarino K-141 Kursk. Pronto después, su programa fue cancelado, y Dorenko alegó que esto era un resultado  de la presión del Kremlin. Según la BBC News, Dorenko dijo a la radio Eco de Moscú que "el 29 de agosto el presidente propuso que  se uniera a su equipo, como el lo dijo, y me quedara en el Canal 1 para ser su periodista favorito y mas querido."
"Dije a él:  lo siento mucho , yo puedo y quiero mucho trabajar en el Canal 1 pero como parte del equipo de los espectadores. [Presidente Putin] dijo en respuesta:  veo que todavía no has aclarado tu mente. Dije: Al contrario, estoy claro, y a favor de los espectadores."
El director de Red ORT, Konstantin Ernst, insistió en que contrariamente a las alegaciones de Dorenko, el gobierno no había sido implicado en la cancelación de su programa, y que el cancelo el espectáculo porque Dorenko se había negado a dejar de discutir el plan del gobierno para nacionalizar la participación del 49% del magnate de los medios Boris Berezovsky en la red. Siguiendo este incidente, Dorenko se volvió un crítico del gobierno de Vladímir Putin y no trabajó otra vez para televisión rusa. En cambio, él presentó programas radiofónicos para Eco de Moscú.
El 30 de septiembre de 2003, en Stavropol Krai, Dorenko se unió al Partido Comunista de la Federación rusa. Dos años más tarde, Dorenko publicó en 2008, un trabajo de ficción política sobre una revolución en Rusia, sometiendo al Presidente Vladímir Putin e Igor Sechin, su aliado más cercano.
El 23 de mayo de 2007, Dorenko proporcionó a la Associated Press y El Wall Street Journal un vídeo de una entrevista que él grabó en abril de 1998 de Alexander Litvinenko y empleados del FSB, donde los empleados confesaron que sus jefes les habían ordenado  matar, secuestra o extorsionar a políticos rusos prominentes y empresarios, y así lo hizo disponible al público por primera vez. Sólo algunos extractos del vídeo habían sido mostrado en 1998.
De 2008 a 2013, fue el editor en jefe del Servicio Noticioso ruso estación radiofónica.
Desde 2014, Dorenko fue el fundador y editor de jefe de la estación radiofónica Govorit Moskva.

### Problemas de salud y muerte
El 9 de mayo de 2019, Dorenko montaba su motocicleta Triunfo Bonneville en el centro de Moscú cuándo empiezo a desviarse al tráfico en dirección contraria, según se dice después de padecer un ataque cardíaco. Dorenko evitó la colisión con otros vehículos, pero golpeó la barandilla concreto en el lado opuesto de la carretera. Dorenko fue hospitalizado, los doctores intentaron revivirle durante una hora. Al nunca haber recuperado su consciencia este fue declarado muerto. Los informes subsiguientes identificaron una ruptura aórtica como la causa de muerte.
Se informo que Dorenko había sido diagnosticado de su enfermedad y era consciente de su diagnosis desde  2016 y su muerte podría haber sido evitada con tratamiento apropiado y cuidado médico.